# Olle Poutiainen
Olle Poutiainen (* 1974) ist ein ehemaliger finnischer Squashspieler.

## Karriere
Olle Poutiainen spielte von 1997 bis 1999 auf der PSA World Tour und gewann auf dieser einen Titel. Seine höchste Platzierung in der Weltrangliste erreichte er mit Rang 68 im Juli 1999. Mit der finnischen Nationalmannschaft nahm er 1995 an der Weltmeisterschaft teil. Auch gehörte er zwischen 1996 und 2001 fünfmal zum finnischen Aufgebot bei Europameisterschaften und belegte 1998 mit der Mannschaft den zweiten Platz. Darüber hinaus vertrat er Finnland bei den World Games 1997, wo er in der Gruppenphase ausschied. Insgesamt bestritt Poutiainen 21 Spiele für Finnland, von denen er sechs gewann. 1998 wurde er finnischer Meister. 

## Erfolge
- Vizeeuropameister mit der Mannschaft: 1998
- Gewonnene PSA-Titel: 1
- Finnischer Meister: 1998